# 卡爾瓦斯縣
4°19′12″S 79°33′36″W / 4.32000°S 79.56000°W
卡爾瓦斯縣（西班牙語：Cantón Calvas），是厄瓜多爾的縣份，位於該國南部，由洛哈省負責管轄，首府設於卡里亞曼加，面積1,700平方公里，海拔高度1,932米，2001年人口31,000。